# Daniel Owassa
Daniel Owassa, né le 28 janvier 1959 à Fort-Rousset (aujourd’hui Owando), est un diplomate congolais et haut fonctionnaire du ministère des Affaires étrangères au grade de ministre plénipotentiaire de 1re classe (depuis 2021). Il a occupé de nombreuses fonctions au sein de ce ministère ainsi qu'à l'étranger en tant que chef de missions diplomatiques. Il est actuellement ambassadeur extraordinaire et plénipotentiaire de la république du Congo auprès de la république démocratique fédérale d'Éthiopie et représentant permanent auprès de l’Union africaine et de la Commission économique des Nations Unies pour l'Afrique.

## Biographie

### Origines et formation
Daniel Owassa, né le 28 janvier 1959 à Fort-Rousset (aujourd’hui Owando), est le fils de Barnabas Owassa, chef de canton, et de Simone Abango. Il passe son enfance à Boua, localité située au bord de la rivière Kouyou, avant de poursuivre sa scolarité à Owando, où il obtient son Brevet d’études moyennes générales (BEMG). Il achève ses études secondaires au lycée Salvador Allende (anciennement collège Champagnat) de Makoua, où il obtient en 1979 un baccalauréat général, série A.

### Études supérieures
En 1979, il s’inscrit à l’université Marien-Ngouabi de Brazzaville, où il obtient une licence en sociologie (1982), puis un diplôme d'études supérieures (DES) en sociologie du développement (1983). En 1988, il obtient une bourse du gouvernement britannique et rejoint la prestigieuse université d'Oxford, où il obtient en 1989 un diplôme d’Études diplomatiques. Son mémoire porte sur les dynamiques politiques africaines et s’intitule National leadership in post-colonial Africa: Statistics of political (in)stability 1960-1988. Il le peaufine et le publie sous forme de livre en 2017, suivi d'une réédition en 2019.

## Carrière professionnelle

### Fonctions au ministère des Affaires étrangères
Daniel Owassa intègre la fonction publique en 1984 au sein du ministère des Affaires étrangères, où il occupe successivement les postes suivants :
Chef de section Afrique orientale et australe (1986-1987) ; chef de section Organisation de l'Unité africaine (1987-1988) ; chargé de mission (1989-1990). Il est ensuite attaché diplomatique au cabinet du chef de l’État Denis Sassou-Nguesso (1990-1992), puis conseiller diplomatique auprès des trois Premiers ministres qui se sont succédé entre 1992 et 1996, à savoir Stéphane-Maurice Bongho-Nouarra (1992), Claude-Antoine Da-Costa (1992-1993) et Joachim Yhombi-Opango (1993-1996).

### Secrétaire d'État
Le 2 septembre 1996, Daniel Owassa fait son entrée au gouvernement Charles David Ganao en qualité de secrétaire d'État auprès du ministre de la Fonction publique d'État et du Territoire, chargé des Réformes et de la Simplification administrative. Il occupe ce poste jusqu’au déclenchement de la guerre civile du Congo-Brazzaville le 5 juin 1997.

### Diplomatie
Après une période de retrait, Daniel Owassa est nommé en 2000 conseiller diplomatique auprès du ministre des Affaires étrangères de l'époque Rodolphe Adada. Il est nommé secrétaire général du ministère des Affaires étrangères le 1er avril 2005 lors d'un conseil des ministres, une nomination officialisée par le décret présidentiel no 2005-228 du 3 mai 2005. Il occupe ce poste jusqu'en 2012 avant débuter sa carrière diplomatique à l'étranger.
Par le décret no 2021-31 du 15 janvier 2021, Il est élevé au grade de ministre plénipotentiaire de 1re classe.

### Carrière diplomatique à l’étranger
En 2012, sur proposition du ministre des Affaires étrangères Basile Ikouébé, le président de la république du Congo, Denis Sassou-Nguesso, nomme Daniel Owassa ambassadeur extraordinaire et plénipotentiaire de la république du Congo en république populaire de Chine. Dans le cadre de cette mission, il est également accrédité auprès de plusieurs autres pays de la région relevant de la juridiction de l'ambassade du Congo à Pékin, notamment le Viêt Nam, le Cambodge, le Laos, la Mongolie, la Thaïlande, les Philippines, les deux Corée, le Myanmar, le Pakistan et Singapour,. Daniel Owassa occupe ce poste jusqu'en juin 2021.
En novembre 2021, sur proposition du ministre des Affaires étrangères Jean-Claude Gakosso, il est nommé ambassadeur extraordinaire et plénipotentiaire de la république du Congo en Éthiopie et représentant permanent auprès de l’Union africaine (UA) et de la Commission économique des Nations unies pour l’Afrique,. Sa mission couvre également Djibouti et l’Érythrée, pays relevant de la juridiction de cette mission diplomatique. Au sein de l'UA, Il assure la présidence tournante du Conseil de paix et de sécurité pour les mois de juin 2022et octobre 2023. En sa qualité d’ambassadeur en Éthiopie et représentant permanent auprès de l’Union africaine, Daniel Owassa a procédé, au nom de la république du Congo, au dépôt de l’instrument d’adhésion à l’Organisation de Coopération du Sud (OCS), consacrant ainsi l’accession officielle du pays en tant que membre à part entière.

## Distinctions honorifiques
Daniel Owassa est grand officier de l'ordre du Mérite congolais (2 octobre 2006) et commandeur de la Légion d'honneur française (9 octobre 1996).

## Vie privée
Daniel Owassa est marié et père de quatre enfants.

## Publication
- Daniel Owassa, Leadership national en Afrique post coloniale : statistiques de l'(in)stabilité politique, Éditions universitaires européennes, 23 janvier 2019, 132 p. (ISBN 978-6-138-44244-8)